# Schweizerische Informatikkonferenz
Die Schweizerische Informatikkonferenz (SIK) war von 1975 bis 2024 eine interkantonale gesamtschweizerische Organisation, in der die Informatikorganisationen der öffentlichen Verwaltungen Bund, Kantone, Gemeinden und das Fürstentum Liechtenstein zusammengeschlossen waren. Zu den Zielen der Schweizerischen Informatikkonferenz gehörten die Zusammenarbeit auf dem Gebiet der Informatik und Telekommunikation (ICT) zu fördern. Die SIK wurde am 6. September 2024 aufgelöst und sämtliche Aufgaben wurden an die Digitale Verwaltung Schweiz (DVS) übertragen.

## Mitglieder
Die Mitglieder der SIK waren alle öffentlich-rechtlichen Körperschaften der Schweiz und des Fürstentums Liechtenstein, d. h. Bund, Kantone, Gemeinden sowie ihre Unternehmen, Betriebe, angeschlossene Institutionen und privatrechtliche Firmen mit Mehrheitsbeteiligung der öffentlichen Hand.

## Zweck
Die Gründung der SIK im Jahre 1975 war eine Pioniertat, waren doch damals erst wenig Informatikmittel im Gebrauch. Die Grundidee des Gründungsvaters Max Frenkel war, dass Synergien und Kosteneinsparungen erzielt werden können, wenn nicht jeder Kanton z. B. separat Software entwickeln lässt, sondern die Kantone zusammenarbeiten. Die SIK schloss Vereinbarungen mit ICT-Lieferanten ab. Dank diesen verfügten die öffentlichen Verwaltungen in ICT-Bereichen über bessere Einkaufskonditionen und erzielten einen geringeren Beschaffungsaufwand. Im Weiteren erfüllte sie eine Koordinations- und Harmonisierungsfunktion, indem sie zuhanden ihrer Mitglieder Standards und Empfehlungen erliess.

## Geschichte
Die SIK wurde im Jahr 1975 von der Konferenz der kantonalen Finanzdirektoren (FDK), der Ch Stiftung für eidgenössische Zusammenarbeit, vom Bund und von einer Mehrzahl der Kantone gegründet. Gründungsvater war Max Frenkel, damaliger Geschäftsführer der Ch Stiftung für eidgenössische Zusammenarbeit, erster Präsident war Jean Babel, Staatsrat des Kantons Genf. Die folgenden aufgeführten Errungenschaften verstehen sich als Beispiele des erfolgreichen Engagements der SIK für die öffentliche Verwaltung in der Schweiz.
Kurz nach der Gründung beginnt die SIK sich für die AHV-Nummer als eindeutige Personen-Identifikationsnummer zu engagieren. 1989 hat die SIK mit dem Interkantonales Konkordat im Bereich «Telekommunikation Bund-Kantone-Gemeinden» SIKNET (später KOMBV-KTV) einen wichtigen Grundstein für wegweisende Projekte wie das IP-Adresskonzept und die Network Security Policy gelegt. Die SIK schloss 1990 die erste Konditionserklärungen mit Dienstleistungsanbietern ab. 1992 unterschrieb die SIK die Zusammenarbeitskonvention mit dem BFI (später BIT). 1993 gelang der SIK ein erstes, nachhaltiges Framework und eine Partnerschaft mit Microsoft. Das Fürstentum Liechtenstein wurde 1996 als Mitglied mit Beobachterstatus aufgenommen. 1997 wurden die Allgemeinen Vertragsbedingungen (AGB) für IKT-Leistungen veröffentlicht. 1998 verhandelte die SIK mit der Switch die Domain-Namen für kantonale Websites und konnte erreichen, dass seither die ch-Domains ausschliesslich für die öffentliche Verwaltung reserviert sind. Die SIK verlegte 2011 ihren Geschäftssitz von Basel nach Bern ins Haus der Kantone. 2018 gründet die SIK die eOperations Schweiz AG als eine Gesellschaft, welche digitale Behördenleistungen für Bund, Kantone und Gemeinden leistet und wurde deren Mehrheitsaktionärin. Die Digitale Verwaltung Schweiz (DVS) nahm ab 1. Januar 2022 mehrheitlich die Aufgaben der SIK und seit der Auflösung der SIK am 6. September 2024 alle Aufgaben wahr.